# Platygobiopsis akihito
Platygobiopsis akihito és una espècie de peix de la família dels gòbids i de l'ordre dels perciformes.

## Morfologia
- Els mascles poden assolir 9,6 cm de longitud total.[4]

## Hàbitat
És un peix marí, de clima tropical i demersal que viu entre 15-17 m de fondària.

## Distribució geogràfica
Es troba al Pacífic occidental: Flores (Indonèsia).

## Observacions
És inofensiu per als humans.